# Martin Maturano
Martín Maturano Trigo (Sucre, Bolivia; 20 de octubre de 1976) es un médico cirujano y ex viceministro de salud de Bolivia desde el 24 de mayo de 2010 hasta el 30 de abril de 2014; durante el segundo gobierno del presidente Evo Morales Ayma. Actualmente ocupa el cargo de Director del Servicio Departamental de Salud de Chuquisaca.

## Biografía
Martin Maturano nació en la ciudad de Sucre el 20 de octubre de 1976. Se graduó como médico cirujano. Trabajo en varios hospitales en la capital de Bolivia en donde ganó experiencia laboral en el ámbito de la salud.
El 24 de mayo de 2010, la Ministra de Salud de Bolivia Nila Heredia, posesionó a Maturano en el cargo de Viceministro de Salud y Promoción de Bolivia.
El 23 de octubre de 2010, Maturano fue denunciado en la Fuerza Especial de Lucha Contra el Crimen (FELCC) por ejercer violencia física y agresiones psicológica contra su esposa en la zona del Abra de la ciudad de Sucre
Cabe mencionar también que cuando ingresó al ministerio Juan Carlos Calvimontes, en 2012, ratificó a Maturano en el cargo de viceministro de salud.
El 30 de abril de 2014, Maturano dejó el cargo de viceministro de Salud, siendo reemplazada por Ariana Campero Nava.
El 24 de junio de 2014, Maturano fue posesionado como rector del Servicio Departamental de Salud (SEDES) del Departamento de Chuquisaca.
El 22 de septiembre de 2014, cuando Maturano manejaba su automóvil en la Avenida del Ejército de la ciudad de Sucre se accidentó, siendo llevado minutos después al hospital Santa Barbará. Cabe destacar que Maturano salió casi ileso del accidente pero la persona de sexo femenino que le acompañaba en el automóvil sufrió varias heridas.
El 21 de noviembre de 2016, en Chuquisaca, el Viceministerio de Lucha Contra la Corrupción aprende a Maturano por los presuntos delitos de uso indebido de influencias y conducta antieconómica